# Listová skvrnitost mišpule

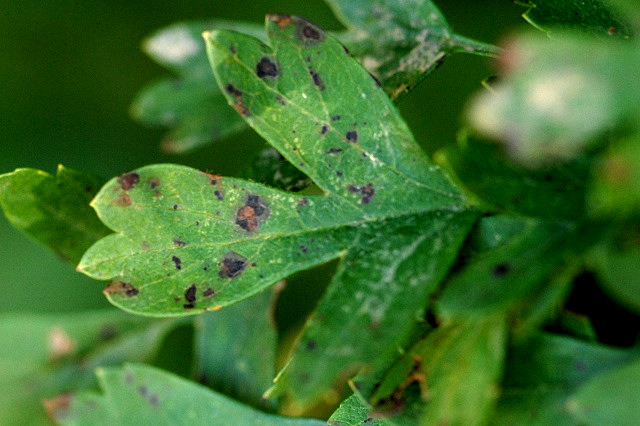
Listová skvrnitost mišpule na hlohu.

Listová skvrnitost mišpule  je houbová choroba vyvolaná houbou Diplocarpon mespili z čeledi kožatkovité (Dermateaceae). Mikromyceta, poškození se objevuje zvláště po vlhkém chladném jarním období. Infekce začíná převážně na mladých listech. Následně mohou být napadeny i listová stopka a výhonky.

## Synonyma patogena

### Vědecké názvy
Podle biolib.cz je pro patogena Diplocarpon mespili používáno více rozdílných názvů  například Diplocarpon maculatum, Xyloma mespili nebo Entomopeziza soraueri.

### České názvy
- hnědá skvrnitost listů

## Hostitel
Dřeviny z čeledi růžovité, obvykle hloh, kdoule, mišpule, hruška, muchovník.

## Příznaky
Malé, kulaté, červené až červenohnědé skvrny na vrchní a spodní straně listů, které se později zbarvují šedohnědě. Skvrny mají červený až tmavohnědý okraj. Poškození se při silném napadení spojuje a tvoří velké, nahnědlé plochy. Ve středu skvrn se vyskytují často drobné, ploché, černé plodnice. V plodnicích se vyvíjejí nápadné spóry.

## Význam
Estetická vada. Způsobuje předčasný opad listů, zcela výjimečně dochází k odumření výhonků nebo mladých rostlin.

## Ochrana rostlin

### Prevence

#### Agrotechnická opatření
Vyhrabání opadaného listí na podzim, vyvážená výživa, spodní zálivka.